# Memoriał Alfreda Smoczyka 2016
Memoriał Alfreda Smoczyka 2016 – 66. edycja turnieju żużlowego, który odbył się 30 września 2016 roku w Lesznie, miał na celu upamiętnienie polskiego żużlowca Alfreda Smoczyka, który zginął tragicznie w 1950 roku. Turniej, który został przerwany po 12. wyścigu z powodu opadów, wygrał Piotr Protasiewicz.

## Wyniki
- Leszno, 30 września 2016
- Frekwencja: 4000 widzów[3]
- Sędzia: Grzegorz Sokołowski
- NCD: Bartosz Smektała – 60,89 w wyścigu 3

| Msc. | Zawodnik            | Klub         | Pkt |         |  |
| ---- | ------------------- | ------------ | --- | ------- |  |
| 1    | Piotr Protasiewicz  | Zielona Góra | 8   | (3,2,3) |  |
| 2    | Patryk Dudek        | Zielona Góra | 7   | (3,1,3) |  |
| 3    | Rohan Tungate       | Łódź         | 7   | (2,2,3) |  |
| 4    | Emil Sajfutdinow    | Leszno       | 7   | (2,3,2) |  |
| 5    | Przemysław Pawlicki | Gorzów Wlkp. | 6   | (2,3,1) |  |
| 6    | Grzegorz Zengota    | Leszno       | 5   | (1,3,1) |  |
| 6    | Damian Baliński     | Rybnik       | 5   | (3,1,1) |  |
| 8    | Siergiej Łogaczow   | Krosno       | 4   | (w,1,3) |  |
| 8    | Daniel Kaczmarek    | Leszno       | 4   | (1,3,d) |  |
| 10   | Robert Lambert      | bez klubu    | 4   | (d,2,2) |  |
| 11   | Bartosz Smektała    | Leszno       | 3   | (3,w,0) |  |
| 12   | Wiktor Trofimow     | Leszno       | 3   | (w,1,2) |  |
| 12   | Tobiasz Musielak    | Leszno       | 3   | (1,0,2) |  |
| 14   | Rafał Okoniewski    | Grudziądz    | 2   | (0,2,0) |  |
| 15   | Dominik Kubera      | Leszno       | 2   | (2,d,0) |  |
| 16   | Marcin Nowak        | Grudziądz    | 1   | (0,1,1) |  |
| 17   | Wiktor Lis          | Leszno       | 1   | (1)     |  |
| 18   | Szymon Szlauderbach | Leszno       | 0   | (ns)    |  |

Bieg po biegu
1. [61,48] Dudek, Sajfutdinow, Musielak, Lambert (d4)
2. [61,47] Baliński, Pawlicki, Lis, Łogaczow (w/2min), Trofimow (w/u)
3. [60,89] Smektała, Kubera, Zengota, Nowak
4. [61,23] Protasiewicz, Tungate, Kaczmarek, Okoniewski
5. [61,79] Zengota, Tungate, Łogaczow, Musielak
6. [62,79] Kaczmarek, Lambert, Baliński, Kubera (d3)
7. [62,66] Pawlicki, Okoniewski, Dudek, Smektała (w/u)
8. [61,96] Sajfutdinow, Protasiewicz, Trofimow, Nowak
9. [62,47] Protasiewicz, Musielak, Baliński, Smektała
10. [62,22] Łogaczow, Lambert, Nowak, Okoniewski
11. [62,54] Dudek, Trofimow, Zengota, Kaczmarek (d4)
12. [61,71] Tungate, Sajfutdinow, Pawlicki, Kubera